# Station Kodo
Station Kōdo (興戸駅, Kōdo-eki) is een spoorwegstation in de Japanse stad Kyōtanabe. Het wordt aangedaan door de Kyoto-lijn. Het station heeft twee sporen, gelegen aan een twee zijperrons.

## Treindienst

### Kintetsu
| 1 | ■ Kyoto-lijn | richting Yamato-Saidaiji, Nara en Kashiharajingū-mae |
| 2 | ■ Kyoto-lijn | richting Takeda en Kyoto                             |

## Geschiedenis
Het station werd in 1954 geopend. In 1986 werd het station vernieuwd.

## Overig openbaar vervoer
Bussen van Keihan en Nara Kōtsū.

## Stationsomgeving
- Station Dōshisha-mae aan de Gakkentoshi-lijn
- Dōshisha Universiteit
- Dōshisha Universiteit voor Vrouwen

Kyoto · Tōji · Jūjō · Kamitobaguchi · Takeda · Fushimi · Kintetsu Tambabashi · Momoyama-Goryō-mae · Mukaijima · Ogura · Iseda · Ōkubo · Kutsukawa · Terada · Tonoshō · Shin-Tanabe · Kōdo · Miyamaki · Kintetsu Miyazu · Komada · Shin-Hōsono · Kizugawadai · Yamadagawa · Takanohara · Heijō · Yamato-Saidaiji (>> Nara-lijn · Kashihara-lijn)